# Raymond Bolzinger
Raymond Bolzinger est un médecin général né le 21 avril 1901 à Saint-Agnan (Moselle) et mort le 10 mai 1983 à Metz.

## Biographie
Né à l'époque de l'annexion allemande le 21 avril 1901 au lieu-dit Saint-Agnan (commune d'Ogy), dans le district de Lorraine, d'un père bilingue originaire de Metzervisse et d'une mère originaire de Goin ou Verny. Il passa ensuite une bonne partie de sa jeunesse dans le village de Scy à partir de 1910. 
Un de ses frères, notaire de métier, fut maire d'Albestroff et conseiller général.

### Études
Il fit ses études à la faculté de médecine de Strasbourg. Inscrit au P.C.N. de la faculté des Sciences, passa en 1920 le concours d'entrée à l'Ecole du service de santé militaire de Lyon, puis continua l'essentiel de ses études universitaires à Strasbourg. Auteur d'une thèse sur la radioactivité des eaux minérales en 1924, fut ensuite stagiaire au Val de Grâce et à l'Institut Pasteur de Paris. Sa vocation l'orienta vers l'étude de la bactériologie, de l'épidémiologie et de l'hygiène. Des spécialités pour lesquelles il avait obtenu plusieurs diplômes à la Faculté de médecine de Lyon.

### Carrière
Médecin aide-major de 1re classe au 2e bataillon de chasseurs qui rejoignit avec son unité les troupes du Maroc participant aux dernières opérations de la guerre du Rif. Affecté ensuite  en 1931 comme médecin-chef du 30e Régiment de dragons en garnison à Borny. Devint chef du laboratoire central du service des contagieux à l'hôpital militaire Legouest de Metz pendant six ans. Engagé dans la résistance en 1943, il fut arrêté et mis en captivité par la police allemande du 1er octobre au 10 décembre.
En 1944, alors médecin lieutenant-colonel, après avoir assuré la chefferie de différents hôpitaux de campagne installés en territoire allemand, il reçoit la direction du laboratoire central de la 1re armée installée à Tubingen. En 1948, fut médecin chef de l'hôpital militaire Legouest à Metz et sous-directeur du service de santé de la VIe région militaire. Puis après avoir été sous-directeur du service de santé des Forces françaises d'Allemagne en 1953, il reçut en 1956 la direction des services de santé des Forces françaises en Allemagne, c'est alors qu'il fit construire à Buhl l'hôpital complémentaire d'armée Francis-Picaud. 
Nommé médecin général en février 1958, fut affecté ensuite à la Direction des services de santé de la VIe région militaire à Metz en 1959. Pour finir, il s'installa à Metz lorsqu'il prit sa retraite.

### Fonctions
- Membre fondateur et président de la Société des sciences médicales de la Moselle[2]
- Vice-président et membre honoraire de la Société d'histoire naturelle de la Moselle[2]
- Membre de la Société française d'Histoire de la médecine et de la Société d'histoire et d'archéologie de la Lorraine[2]
- Membre du Conseil départemental d’hygiène et de la Commission de la prévention routière[2]
- Président du Comité départemental de la Ligue anti-cancéreuse[2]
- Président du Conseil d'administration de l'hôpital Belle-Isle[2]

## Distinctions et récompenses
- médaille d'honneur des épidémies[2]
- médaille de la Santé Publique[2]
- médaille du service volontaire[2]
- Officier de la Légion d'honneur[Quand ?][2]
- médaille de vermeil du service de santé militaire[2]
- décorations espagnoles et marocaines (campagne du Rif)[2]